# Hermann von Langen (Domdechant, 1508)
Hermann von Langen (* im 15. Jahrhundert; † 20. November 1508 in Münster) war Domdechant in Münster.

## Leben

### Herkunft und Familie
Hermann von Langen entstammte dem westfälischen Adelsgeschlecht von Langen und war der Sohn des Bernd (Bernd II.) von Langen, Knappe und Burgmann zu Steinfurt, und dessen Gemahlin Adelheid von Helmstede gen. Kulen. Sein Onkel Hermann von Langen war Domdechant in Münster. Sein gleichnamiger Cousin Hermann war Domherr in Münster, dessen Bruder Rudolf Domherr und Frühhumanist.

### Wirken
Am 23. September 1461 findet Hermann erstmals als Domherr zu Münster Erwähnung und am 7. März 1474 als Archidiakon zu Billerbeck. Seine Wahl zum Propst von St. Mauritz in Münster fiel in das Jahr 1485. Als Domdechant war Hermann von 1503 an bis zu seinem Tode im Amt. Sein Epitaph befindet sich im Dom zu Münster.
Sein Sohn Egbert stammte aus einem Konkubinat und war später Richter in Rheine.